# 安徽省铁路运输
本条目介绍的是中华人民共和国安徽省的铁路系统。

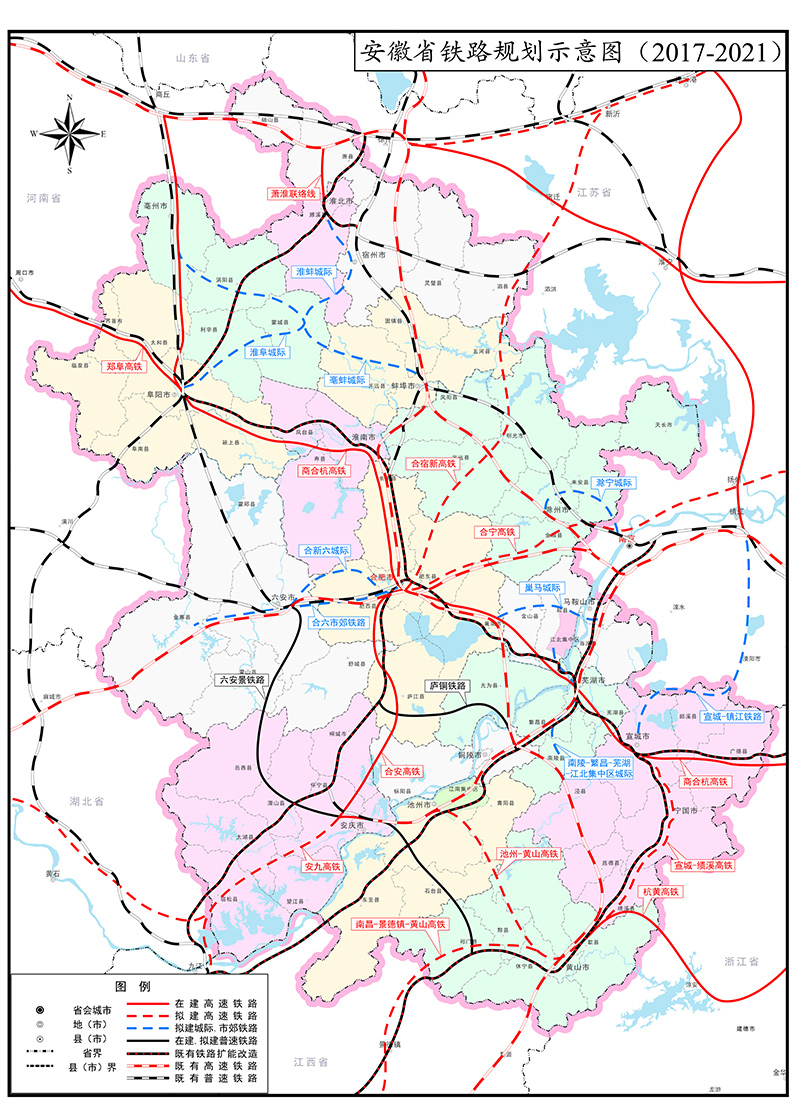

## 发展历史
安徽铁路，是在中国安徽省境内的铁路网系统。安徽省境内最早的铁路是宿州至滁州段的津浦铁路。省内最早修建的铁路是于1934年由淮南至裕溪口的淮南铁路，其于1936年1月建成通车；经过数十年的发展，截至2019年，全省铁路运营总里程达到4445公里，以合肥为中心、以高速铁路为主要骨架的现代化铁路网正在加快形成之中。
根据《安徽省实施长三角一体化发展规划“十四五”行动方案》，安徽省铁路网密度将在2025年达到507公里/万平方公里，合宿高速铁路、滁宁城际铁路、扬马城际铁路、宁马市域铁路、宁天市域铁路是“十四五”期间的重点项目，新合肥西站、芜湖站、滁州站、安庆西站、阜阳西站、黄山北站等是“十四五”期间建设的综合枢纽；《方案》列举的“十四五”时期《重点工作清单》中列举了与铁路建设有关的多个重大项目。
| 目标                   | 项目 | 备注 |
| ---------------------- | --- | --- |
| 深化前期（或研究）工作 | - 沿淮铁路 - 黄山—衢州（金华）铁路 - 武汉—马鞍山北铁路 - 宿松—望江—宣城城际 - 合芜宣城际铁路 - 南京至含山市域（郊）铁路 - 蚌埠市城市轨道工程 - 马鞍山市域铁路线工程 - 宣城市域铁路线工程 | - 合芜宣城际铁路与省发展改革委配合推进。 - 南京至含山市域（郊）铁路与马鞍山市人民政府配合推进。 - 宣城市域铁路线工程与蚌埠市、马鞍山市、宣城市人民政府配合推进。                                                                                         |
| 实现开工               | - 沿江高铁 - 武汉至合肥 - 合肥经南京至上海段 - 杭临绩高速铁路 - 安康—合肥铁路 - 池州—九江高铁 - 合肥—池州（九华山）铁路 - 镇宣铁路 - 扬州经镇江南京至马鞍山铁路 - 镇江至马鞍山段 - 宁宣黄铁路 - 宁杭二通道 - 亳州—蒙城—蚌埠城际 - 南京—乌衣—滁州铁路 - 南京至和县市域（郊）铁路 - 徐州至萧县市域铁路 - 黄山市域旅游铁路 - 六安—庐江铁路 - 阜阳北铁路物流基地主体工程 | - 亳州—蒙城—蚌埠城际与省发展改革委配合推进。 - 黄山市域旅游铁路与滁州市、马鞍山市、宿州市、黄山市人民政府配合推进。 - 六安—庐江铁路与六安市、安庆市人民政府，省发展改革委、省交通运输厅配合推进。 - 阜阳北铁路物流基地主体工程与阜阳市人民政府配合推进。 |
| 加快建设               | - 合肥都市圈轨道交通 | - 合肥都市圈轨道交通与合肥市人民政府配合推进。 |
| 主体工程完工           | - 宁淮铁路 - 宣城—绩溪高铁 - 昌景黄高铁 - 池州—黄山高铁 - 宁铜铁路扩能改造 - 淮北—宿州—蚌埠城际 - 淮北—阜阳城际 - 巢湖—马鞍山城际 - 六安—安庆铁路 - 南京至马鞍山城际 - 合肥新桥机场S1号线 | - 六安—安庆铁路与省发展改革委配合推进。 - 南京至马鞍山城际与马鞍山市人民政府配合推进。 - 合肥新桥机场S1号线与合肥市人民政府配合推进。 |

## 普速铁路

### 皖北地区
- 京九铁路：是由北京西站通往香港紅磡站的铁路，其中安徽段亳州-阜阳段，其也为商阜铁路的一部分，其与1987年10月全线开工，1989年3月全线接通[10]:82。。
- 京沪铁路：北起北京市，南至上海市，其中安徽段为宿州至滁州段，全线于1976年完成复线改造，2006年7月1日完成电气化改造。在宿州市符离集车站于宿淮铁路相连，在蚌埠站与水蚌铁路相连[11]。
- 阜淮铁路：起自淮南市淮南站，途经凤台县、颍上县，终至阜阳市阜阳站，为安徽省内主要的运煤干线之一。

- 宿淮铁路：为京沪铁路的支线之一，西起京沪铁路符离集站，途经宿州、灵璧、泗县、泗洪、宿迁、泗阳至淮安，东至新长铁路的袁北站。为单线铁路，主要以煤炭等货物运输为主[11]。

- 符夹铁路：为京沪铁路的支线之一，自京沪铁路的符离集站，至陇海铁路夹河寨站。主要担负煤炭等货物的外运任务，并为绕过徐州铁路枢纽的联络线。

- 青阜铁路：自淮北青龙山站起，向南直至阜阳站，是连结淮南、淮北两大煤炭基地的重要线路。

- 青芦铁路：自青阜铁路的青町站至京沪铁路的芦岭站，为西煤东运的运输线路之一。

- 陇海铁路：新亚欧大陆桥的组成部分之一，始建于1905年，1953年全线通车，其中安徽段为萧县的杨楼站至砀山站。全线为双线电气化铁路。

### 江淮地区
- 宁西铁路：是中国“十五”规划的“八横八纵”主通道之一，安徽段为六安市叶集站-滁州的全椒站。该线路建设初期为单线铁路，后于2012年新建了双线[12]，并于2015年完成了电气化[13]。
- 淮南铁路：早先为淮南站至位于长江边的芜湖市的裕溪口站，后经过芜湖长江大桥接入芜湖站，起初是为了便于将淮南地区的煤矿资源运往至长江边而修建。
- 水蚌铁路：为是淮南铁路和京沪铁路的连接线，2010一月开始电气化改造。
- 阜六铁路：为淮北煤炭及霍邱铁矿外运通道。同时也是国家路网规划的阜鹰汕铁路的北段,目前为单线电气化铁路。
- 铜九铁路：东起九江西至铜陵,是国家规划铁路网中沿江铁路通道的重要组成部分,目前为单线非电气化铁路[14]。
- 合九铁路：北起合肥市，南至九江市；原本为地方铁路，于2009年收归国有，是国家“八五”重点建设项目，但是目前为单线铁路，运力较低。
  - 安庆支线：连接合九铁路至安庆市区的支线铁路，并与宁安城际铁路相通。
- 庐铜铁路：经庐江县、无为县，利用合福客运专线新建建的铜陵长江公铁大桥过江，至铜陵县，接入芜铜铁路，该线路为安徽省第一条自主建设的铁路，也是华东地区首条由地方控股、自主建设的铁路项目。目前为单线非电气化铁路[15]

### 皖南地区
- 宁铜铁路：在南京与京沪铁路相连，在芜湖与淮南铁路、皖赣铁路相连，在铜陵与庐铜铁路、铜九铁路相连。宁铜铁路是联接皖南至华东的重要铁路交通干线之一。
- 铜九铁路：西起九江，东至铜陵，是国家规划铁路网中沿江铁路通道的重要组成部分之一。
- 皖赣铁路：由安徽省芜湖市火龙岗站至江西省鹰潭市贵溪站，北连宁铜铁路和淮南铁路，南连沪昆铁路和鹰厦铁路，中间与宣杭铁路、衢九铁路相连，始建于1958年，并于1982年通车。其中安徽段为芜湖站至倒湖站。
- 宣杭铁路：共由两端构成，西半部分为宣长铁路，东半边为杭长铁路[16]；是安徽省陆上能源运输至长三角的主通道之一。目前为双线电气化铁路[17]。

## 高速铁路

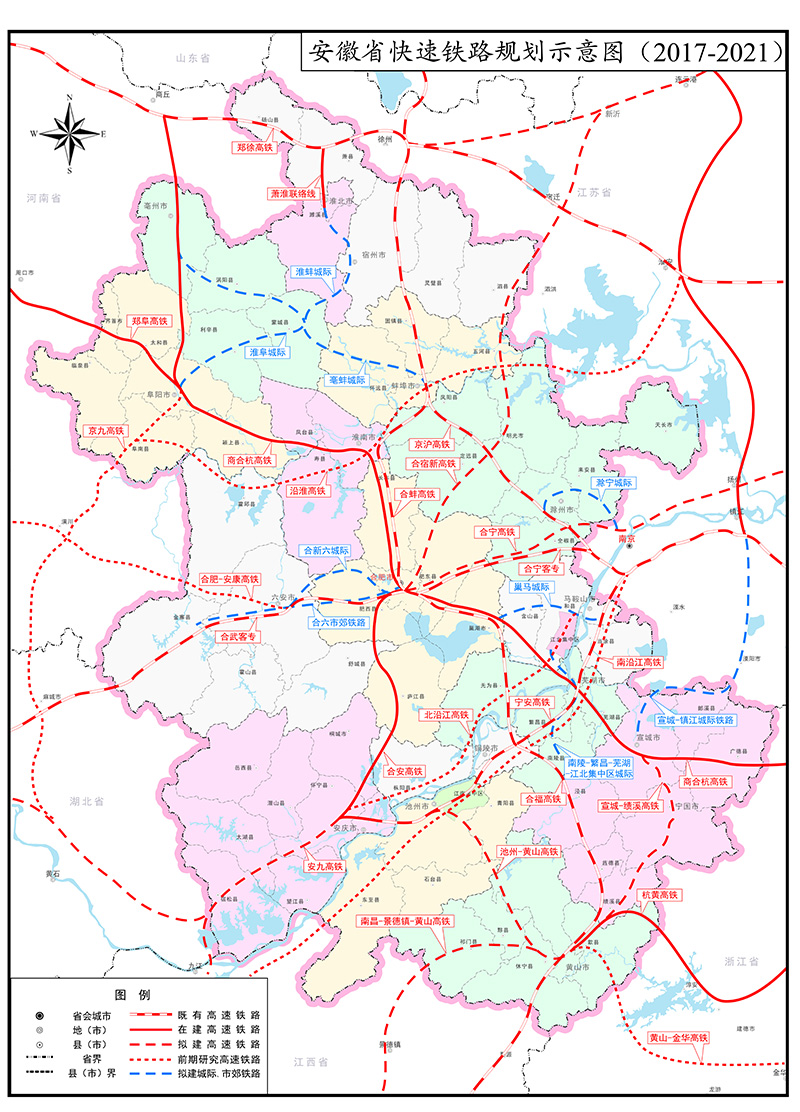

- 商杭客运专线：铁路系统称为京港高速线商合段、合杭高速线，商丘至合肥段为京港高速铁路的组成部分，是一条连接河南商丘与浙江杭州间的一条高速铁路，设计时速为350公里/小时，在阜阳西站与郑阜高速铁路相连；在巢湖东站与合福客运专线相连；由湖州站引入既有宁杭高速铁路通达杭州。其中商丘至合肥段于2019年12月1日开通运营，合肥至湖州段于2020年6月28日开通运营[18]。

- 郑阜高速铁路：连接河南省郑州市与安徽省阜阳市的高速铁路，设计时速为350公里/小时，在阜阳西站与商杭客运专线相连，2019年6月11日，郑阜高速铁路全线铺轨贯通，8月20日联调联试，11月11日开始国家验收工作，11月20日开始试运行，2019年12月1日通车运营[19][20][21][22][23]。

- 京沪高铁：北起北京市，南至上海市，纵贯安徽省东部。其始建于2008年4月18日，2011年6月30日建成通车。正线全长1318公里，共设车站24座，为复线电气化高速铁路，设计时速350公里/小时。是联结京津地区与长江三角洲地区的高速客运铁路专线。其中安徽段共设置宿州东站、蚌埠南站、定远站和滁州站四个站点，并在蚌埠南站与合蚌客运专线相连。

- 合蚌客运专线：其是京台高速铁路的一部分，设计时速为350公里/小时，同时兼有合肥、淮南、滁州、蚌埠四个城市间的城际铁路功能[24]。其中京合之间的标杆车次为G29/30次。

- 合福客运专线：是京台高速铁路（京福高速铁路）的一段，自合肥经江西上饶至福建福州，设计时速为350公里/小时。其中G27/28次为京福之间的标杆车次[25]。合福客运专线在上饶站“骑跨”于沪昆客运专线之上

合福客运专线在上饶站“骑跨”于沪昆客运专线之上

- 宁安客运专线：连接江苏省南京市和安徽省安庆市的客运专线，是长三角高速铁路网的延伸，设计时速和运营时速为250公里/小时。

- 合安九客运专线：为京港高速铁路的组成部分，连接安徽省合肥市与江西省九江市的客运专线，全线分为合肥-安庆段和安庆-九江段两段铁路工程进行建设，合安段于2020年12月22日开通运营，铁路系统称为京港高速线合安段，设计时速为350公里/小时。

- 沪汉蓉快速客运通道：东起上海市，途径江苏省南京市、安徽省合肥市、湖北省武汉市、重庆市等主要城市，西到四川省成都市；其中安徽段也可以分为合宁段和合武段，该线是中国“四纵四横”铁路快速客运通道中的「一横」，运营时速为250公里/小时。
  - 合宁客运专线：连接江苏省南京市与安徽省合肥市的客运专线，为沪汉蓉快速客运通道的组成部分之一。该条线路也是中国第二条开通营运的快速客运专线[26][27]。该线路中的肥东站因为商杭客运专线的建设，自2017年4月16日起暂停办理客运业务。
  - 合武铁路：连接安徽省合肥市与湖北省武汉市的高速铁路，其中设置六安站、金寨站两个客运站，该线路为沪汉蓉快速客运通道的组成部分之一。
- 皖赣新双线： 该线路计划由芜湖站至鹰潭北站。设计的最高运营速度为350 km/h。但该线路并非一次性建成，而是由分段在不同时期建设，目前仍在建设之中。其中芜湖到宣城段已于2013年11月30日开工[28]

## 相关铁路枢纽

### 合肥
2016年，国家发改委发布《中长期铁路网规划》，合肥被列入综合铁路枢纽。

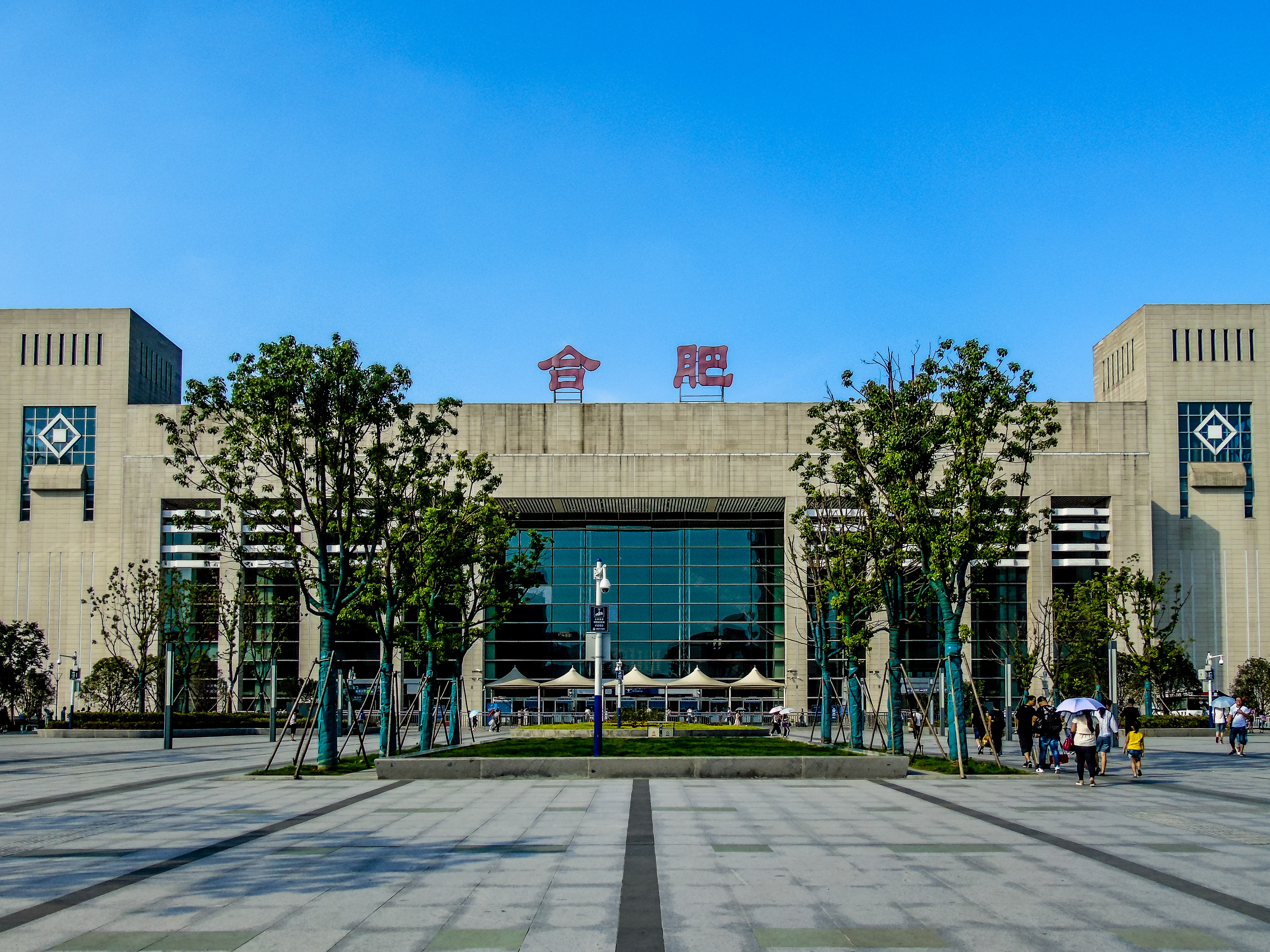
合肥站

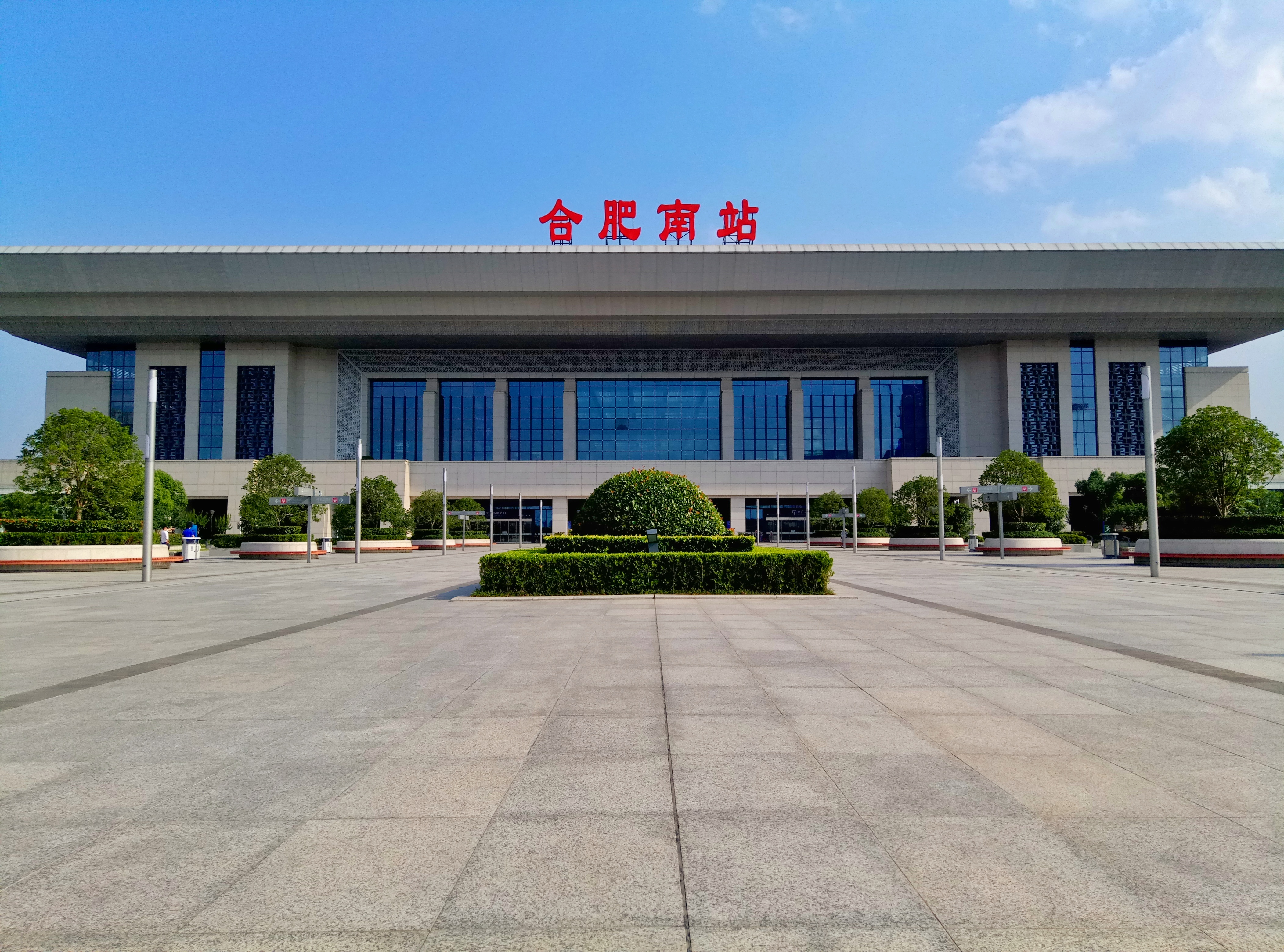
合肥南站

- 合肥站
- 合肥南站

### 阜阳
- 阜阳站

- 阜阳西站

### 蚌埠
- 蚌埠站

- 蚌埠南站

### 芜湖

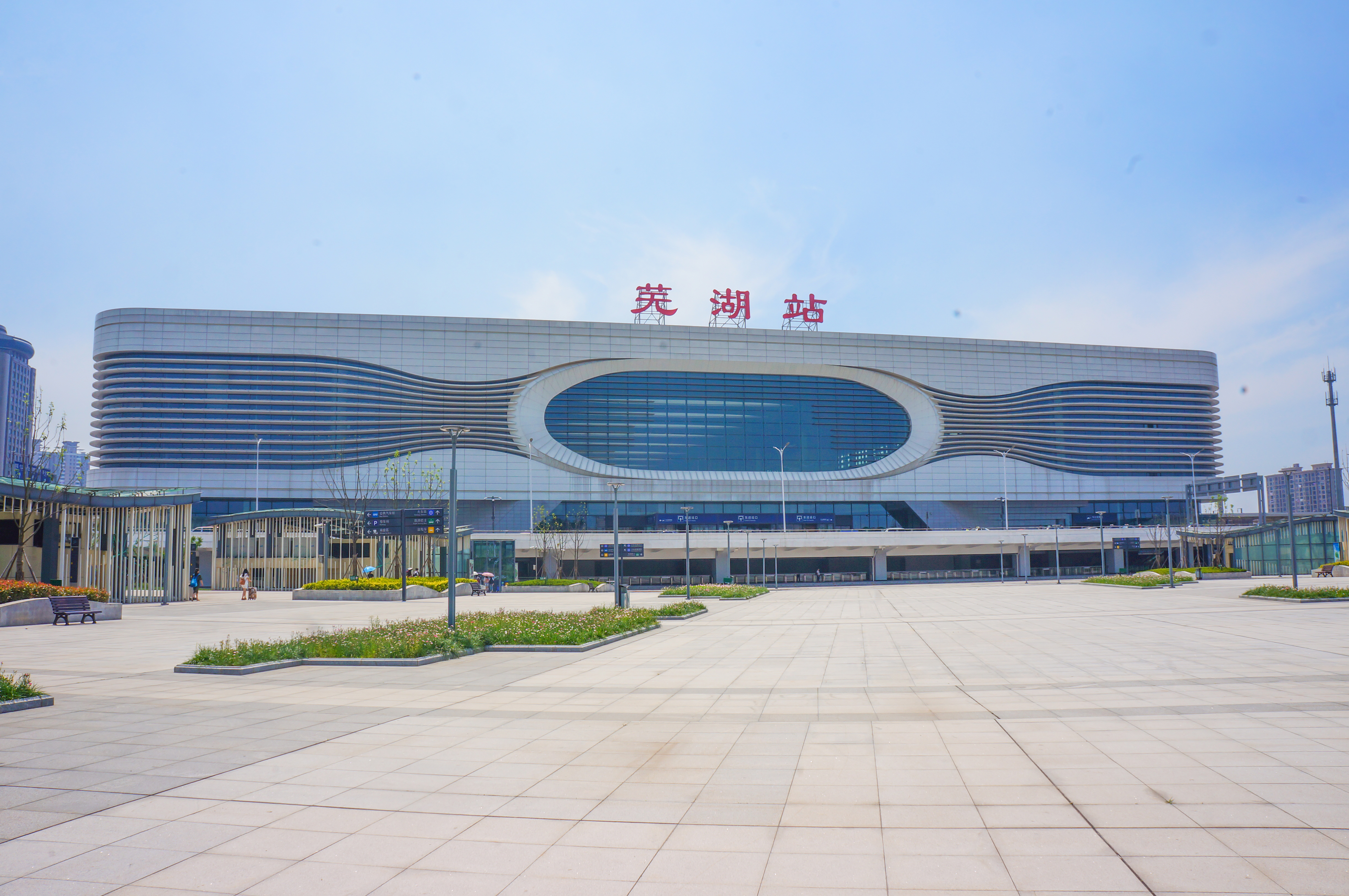
芜湖站

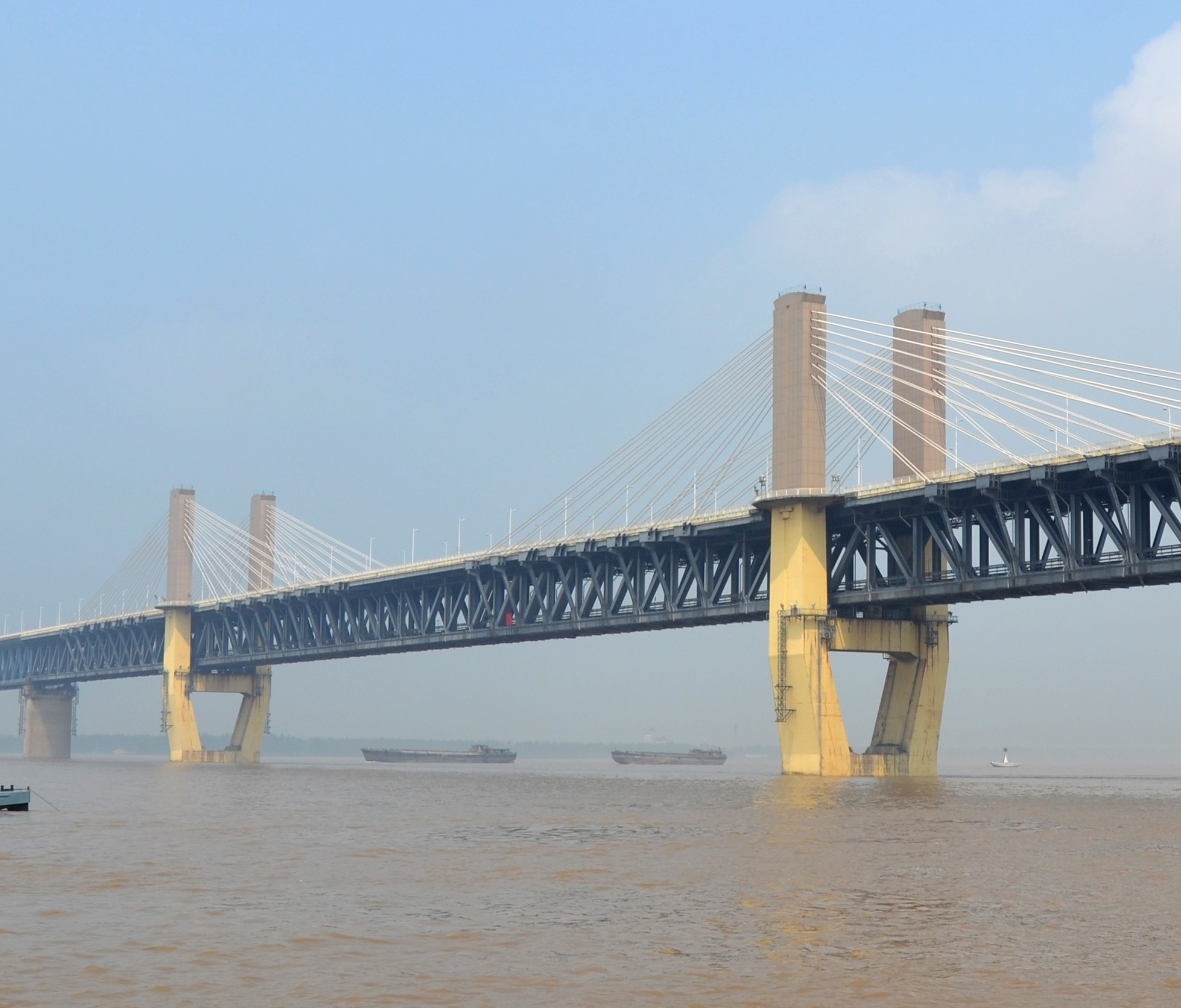
芜湖长江大桥

- 芜湖站

### 黄山
- 黄山北站